# Harmonik (Ptolemäus)
Harmonik (αρμονικά) ist ein wichtiges Werk der Musiktheorie im antiken Griechenland. Es wurde im zweiten Jahrhundert von dem griechischen Naturforscher Claudius Ptolemäus erstellt, der auch bedeutende Werke über Geographie, Mathematik und Astronomie verfasst hat.

## Aufbau und Inhalt
Das Werk gliedert sich in drei Bücher. In Buch I bis Buch III,2 werden die griechischen Tonsysteme dargestellt. In Buch III,3–16 wird die Bedeutung der akustischen Intervallzahlen für den Kosmos und die ethischen und physischen Verhältnisse der Menschen behandelt.

### Buch I,1 – Buch III,2
Im Hauptteil des Werkes systematisiert Ptolemäus das musiktheoretische Wissen seiner Zeit. Er grenzt Töne von Klängen ab (I, 3–4), definiert Intervalle (I, 5–11), Klanggeschlechter (I,12–II,2), aus Quarte und Quinte gebildete Systeme (II,3–II,6) und Tonarten (tonoi) (II,7–III,2). Er stellt hauptsächlich die Schulen der Pythagoreer und des Aristoxenos dar, die er beide namentlich aufführt und entschieden kritisiert. Den Pythagoreern wirft er vor, sich in bloßer Zahlenspekulation zu verlieren, und Aristoxenos, sich ausschließlich auf die Beobachtung, die Hörpsychologie zu stützen. Ptolemäus versucht eine Synthese zwischen der pythagoreischen, mathematisch-logischen Denkweise und dem akustischen Experiment des Aristoxenos am Monochord, kann aber die Widersprüche nicht bewältigen.

### Buch III,3–11
Ab Buch III,3 wird die Stellung der αρμονικά zum Weltganzen, Buch III,4–7 zur menschlichen Seele und Buch III,8–14 zur Astronomie  dargelegt. So werden etwa Beziehungen zwischen den drei Konsonanzen – Oktave, Quinte, Quarte – und den drei Seelenkräften – Kraft zum Denken, Empfinden und Leben – hergestellt (Buch III,5). Die zugrunde liegenden Gedanken finden sich bei mehreren antiken Autoren, u. a. Aristoteles, Plutarch, Platon. Aristeides Quintilianus entwickelte in seinem Werk Von der Musik (3. Buch, II,B,b Weltharmonie in der  Seele) ähnliche Gedanken. Es lassen sich aber keine direkten Parallelen feststellen. Und da sich die Lebenszeit des Aristeides Quintilianus nicht genau fassen lässt, ist nicht klar, ob und in welcher Weise eine Beeinflussung stattfand.
Ab Buch III,8 wendet sich Ptolemäus astronomischen Begriffen zu. Er bringt das Systema teleion (vollkommenes System = Doppeloktave) in Übereinstimmung mit der Ekliptik:
- Buch III,8  Die Übereinstimmung zwischen dem Systema teleion und der Ekliptik
- Buch III,9  Vergleich der symphonen und diaphonen Intervalle im Tonsystem und den Verhältnissen im Tierkreis
- Buch III,14 Aufstellung der kleinsten Zahlen, nach denen die festen Töne des Systema teleion mit den wichtigsten Umlaufbahnen des Planetensystems verglichen werden können.

Dabei werden Anteile am 360°-Kreis der Umlaufbahn der Gestirne mit Verhältnissen der Töne verglichen, etwa die 180° der Opposition mit der Oktave, oder die 12 Häuser des Tierkreises mit den ungefähr 12 Ganztönen im zweioktavigen Systema teleion (Buch III,9).
In ähnlicher Weise hat Aristeides Quintilianus eine Verbindung zwischen den Tönen und den Gestirnen, auch dem Tierkreis, hergestellt (Aristeides Quintilianus: Von der Musik. 3. Buch, II,B,a,2 Die melodische Bewegung der Planeten).

## Überlieferung und Weiterleben
Schon wenige Jahrzehnte später verfasste der Philosoph Porphyrios einen umfangreichen Kommentar. Anicius Manlius Severinus Boethius benutzte das Buch in seinem Werk Fünf Bücher über die Musik. Dies zeigt sich in zahlreichen namentlichen Zitierungen, aber auch insbesondere darin, dass Boethius die Kapitel 1 und 2 fast gänzlich als Übersetzung in Buch 5/cap.2+3 übernommen hat. In der folgenden Zeit orientierte sich die Musiktheorie hauptsächlich an diesem Werk. Später wurden aber auch die Gedanken des Ptolemäus wieder rezipiert, insbesondere im 16. Jahrhundert von Vincenzo Galilei und Gioseffo Zarlino. Für Johannes Kepler spielte die Harmonik eine wichtige Rolle bei seinem Werk Harmonice mundi (Weltharmonik). Da ihm die vorliegende Übersetzung in die lateinische Sprache nicht klar genug schien, übersetzte er Buch III,3–Ende aus einer griechischen Handschrift in die lateinische Sprache.
1562 wurde eine lateinische Übersetzung von Antonius Gogavinus in Venedig ediert, 1695/1699 der griechische Text von John Wallis in Oxford. Ingemar Düring erstellte eine Edition 1930 und eine Übersetzung in die deutsche Sprache 1934.

## Textausgaben  und Übersetzungen
- Ingemar Düring: Άρμονικᾀ ed. I.Düring. Göteborg 1930.
- Ingemar Düring: Ptolemaios und Porphyrios, Über die Musik. Göteborg, 1934.
- Oscar Paul: Anicius Manilius Severinus Boetius: Fünf Bücher über die Musik. Buch II, 5–11 – Edition und Übersetzung, Hildesheim/New York 1973.
- Jon Solomon: Ptolemy. Harmonics. Translation and Commentary, Mnemosyne, Bibliotheca Classica Batava, Supplementum, Leiden: Brill 1999.

## Einzelbelege
1. ↑  Rudolf Westphal: Die Musik des Griechischen Alterthumes. S. 256.
2. ↑  Rudolf Westphal: Die Musik des Griechischen Alterthumes. S. 256–260.
3. ↑  Franz Boll: Studien über Claudius Ptolemaeus. S. 95.
4. ↑  Wilfried Neumaier: Was ist ein Tonsystem? S. 174 f.
5. ↑  Franz Boll: Studien über Claudius Ptolemaeus. S. 102–107.
6. ↑  Franz Boll: Studien über Claudius Ptolemaeus. S. 104, Anm. 5.
7. ↑  Ingemar Düring: Ptolemaios und Porphyrios, Über die Musik. 10 f.
8. ↑  Franz Boll: Studien über Claudius Ptolemaeus. S. 94, Anm. 1.
9. ↑  Wilfried Neumaier: Was ist ein Tonsystem? S. 209 f.
10. ↑  Wilfried Neumaier: Was ist ein Tonsystem?. S. 180.
11. ↑  Max Caspar: Johannes Kepler: Weltharmonik, Vorwort S29*, Oldenburg 1997
12. ↑  Johann Kepler, Anhang zu V. Buch der Weltharmonik
13. ↑  Franz Boll: Studien über Claudius Ptolemaeus. S. 93.